# Euphorbia arteagae
Euphorbia arteagae là một loài thực vật có hoa trong họ Đại kích. Loài này được W.R.Buck & Huft mô tả khoa học đầu tiên năm 1977.